# Municipio de Rockbridge
El municipio de Rockbridge (en inglés: Rockbridge Township) es un municipio ubicado en el condado de Greene en el estado estadounidense de Illinois. En el año 2010 tenía una población de 1633 habitantes y una densidad poblacional de 13,2 personas por km².

## Geografía
El municipio de Rockbridge se encuentra ubicado en las coordenadas 39°17′28″N 90°12′54″O / 39.29111, -90.21500. Según la Oficina del Censo de los Estados Unidos, el municipio tiene una superficie total de 123.73 km², de la cual 123,43 km² corresponden a tierra firme y (0,24 %) 0,3 km² es agua.

## Demografía
Según el censo de 2010, había 1633 personas residiendo en el municipio de Rockbridge. La densidad de población era de 13,2 hab./km². De los 1633 habitantes, el municipio de Rockbridge estaba compuesto por el 99,2 % blancos, el 0,06 % eran afroamericanos, el 0,06 % eran amerindios, el 0,18 % eran de otras razas y el 0,49 % eran de una mezcla de razas. Del total de la población el 1,04 % eran hispanos o latinos de cualquier raza.